# James Peter Hill
James Peter Hill (21 février 1873 - 24 mai 1954) est un embryologiste écossais.

## Éducation
Hill est né à Kennoway, en Écosse, le 21 février. Il fréquente la Royal High School d'Édimbourg et obtient un doctorat en sciences de l'Université d'Édimbourg en 1903 ,.

## Carrière
Hill part en Australie en 1892 et se forme avec un groupe surnommé "La Fraternité de Duckmaloi" qui fait des études sur l'ornithorynque et est nommé d'après un "terrain de chasse" réputé pour l'animal. Il est également connu pour ses études sur les marsupiaux. Il retourne en Grande-Bretagne et à l'University College de Londres en 1906 en tant que Jodrell Chair of Zoology et conservateur de ce qui est aujourd'hui le Grant Museum of Zoology . En 1921, il devient la première chaire d'embryologie et d'histologie à l'UCL .
Il est élu membre de la Royal Society en 1913  et prononce leur conférence Croonian en 1929. Il reçoit leur médaille Darwin en 1940 pour ses recherches sur les marsupiaux et les monotrèmes. Il est élu président de la Société anatomique de Grande-Bretagne et d'Irlande de 1939 à 1941 .